# Mesocletodes parabodini
Mesocletodes parabodini is een eenoogkreeftjessoort uit de familie van de Argestidae. De wetenschappelijke naam van de soort is voor het eerst geldig gepubliceerd in 1983 door Schriever.